# パスクアル・オロスコ

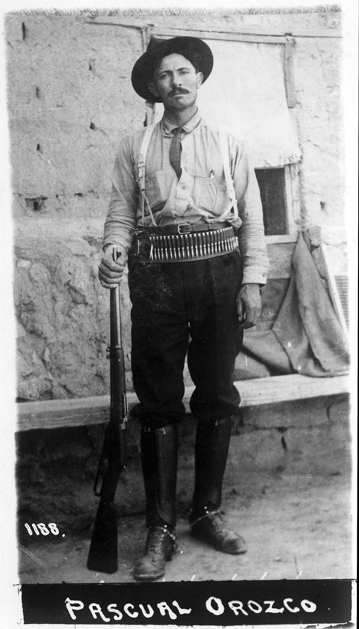
オロスコの写真（1913年）

パスクアル・オロスコ（Pascual Orozco、1882年1月28日 - 1915年8月30日）は、メキシコ革命中の主要な革命家のひとり。ポルフィリオ・ディアス政権の転覆に重要な役割を果たしたが、その後に成立したフランシスコ・マデロ政権に対しても反旗を翻した。その後アメリカ合衆国に亡命して政権転覆を狙ったが射殺された。

## 生涯
オロスコはチワワ州サン・イシドロの町で農業に従事し、現在その町はパスクアル・オロスコの名が付されている (es:San Isidro Pascual Orozco) 。後にラバを使った貴金属（主に銀）の運送によって財産をなした。
ポルフィリオ・ディアスの長期政権に対して1910年の大統領選挙にフランシスコ・マデロが立候補したが逮捕された。マデロはその後アメリカ合衆国テキサス州に亡命し、亡命先で11月6日にサン・ルイス・ポトシ綱領 (Plan of San Luis Potosí) を発してディアス政権の武力による打倒と公正な選挙を要求した。これに応えてメキシコ革命が11月20日に始まった。
オロスコはマデロの共鳴者であり、その経済力を武器の購入とディアス再選に反対する新聞である『チワワ人民の叫び (Grito del Pueblo de Chihuahua)』に投資した。1911年5月、オロスコはパンチョ・ビリャと協力してシウダー・フアレスを制圧した (Battle of Ciudad Juárez (1911)) 。この勝利がディアス政権が倒れる直接の原因になった。
マデロが新しい大統領に就任したが、彼はオロスコが自分の命令に背いてシウダー・フアレスを落としたことをよく思っておらず、オロスコにはその功績にふさわしい地位を与えずにそのライバルであるベヌスティアーノ・カランサを内閣に入れた。オロスコはチワワ州の地方軍司令官に任命された。
期待されていた農地改革をマデロ政権が実行することができなかったため、まもなく各地で反乱が起きた。南部ではエミリアーノ・サパタが蜂起し、オロスコもコロラドス（赤旗派）という反乱軍を組織して1912年にチワワ州で反マデロの武装蜂起を起こした。マデロはビクトリアーノ・ウエルタに反乱を鎮圧させた。オロスコはウエルタに敗北し、アメリカ合衆国に亡命した。
翌1913年のクーデター（悲劇の十日間）でマデロ政権が倒され、ウエルタが大統領に就任すると、オロスコはメキシコに帰国してウエルタに接近し、1913年にその少将に任命された。彼は憲法派と戦い、憲法派のカランサや農民派のビリャおよびサパタはオロスコを裏切り者と批判した。
憲法派によってウエルタ政権が倒されると、オロスコはふたたびアメリカ合衆国へ亡命し、そこでウエルタとともに反政府軍を組織した。しかし1915年6月27日にオロスコとウエルタはニューメキシコ州ニューマンでアメリカ合衆国中立法違反で逮捕され、テキサス州エル・パソに連行された。ウエルタとオロスコは保釈金を払って釈放されたが、自宅軟禁された。
オロスコは7月3日に自宅軟禁から逃がれ、2か月近くの間逃亡生活を送ったが、メキシコに再入国しようとしたところを1915年8月30日、テキサス州ヴァン・ホーン (Van Horn, Texas) でテキサスの民警団に射殺された。民警団がオロスコを殺したのは馬を盗んだためとされたが、実際に彼が馬を盗んだかどうかは明らかにならなかった。
オロスコの遺体はエル・パソに埋葬され、約3000人が参列した。10年後に遺体はチワワ州チワワに移された。